# تي. فرانك كلانسي
تي. فرانك كلانسي هو شخصية أعمال وسياسي أمريكي، ولد في 7 يونيو 1871 في Liberty Pole, Wisconsin ‏ في الولايات المتحدة، وتوفي في 18 نوفمبر 1936 في لاكروس في الولايات المتحدة. نشط حزبياً في الحزب الجمهوري. وقد انتخب عضو جمعية ولاية ويسكونسن ‏.